# Wannes Lecompte
Wannes Lecompte (Etterbeek, 17 februari 1979) is een Belgisch hedendaags beeldend kunstenaar. Hij maakt abstracte schilderijen, tekeningen, sculpturen, installaties, fresco's en videokunst. Hij is tevens muzikant. De dualiteit beeldend kunstenaar-muzikant komt tot uiting in zijn werk. Hij is een onderzoekende kunstenaar, zijn werk sluit aan bij de fundamentele kunst, waarin het resultaat volledig ondergeschikt is aan het scheppingsproces dat gebaseerd is op "gecontroleerd toeval".

## Biografie
Wannes Lecompte is de tweelingbroer van de auteur Kobe Lecompte. Hun vader is als bonthandelaar actief de modebranche. De tweeling groeide samen met twee zussen op in Sint-Gillis. Van op jeugdige leeftijd wilde Wannes kunstenaar worden. Al op 14-jarige leeftijd correspondeerde hij met Roger Raveel, die hem de beginselen van de opbouw van een schilderij bijbracht. Wannes wou aanvankelijk beeldhouwer worden, maar ging uiteindelijk schilderlessen volgen, waarin hij zijn roeping vond. Hij deed zijn middelbare studies aan de kunsthumaniora van Brugge, behaalde daarna een bachelor in Sint-Lucas in Gent in 2003 en vervolgens in 2005 een master aan de kunstacademie Sint-Lucas in Antwerpen. Hij volgde in 2003 een bijkomende opleiding in de Weissensee Kunsthochschule Berlin waar hij les kreeg van onder andere Hanns Schimansky.
Na zijn studie vestigde hij zich als kunstenaar. Zijn talent werd vlug erkend. Hij heeft zijn atelier in de "Werkplaats Walter" in Anderlecht, een ontmoetingsplaats voor Brusselse en internationale beeldende kunstenaars en muzikanten met een concertzaal voor jazzmuziek en ateliers. Hij bespeelt de grote trom bij de Brusselse Koninklijke Fanfare De Werkmansvrienden en kweekt duiven.

## Werk

### Langzame kunst
In Antwerpen kwam hij in contact met Koen Theys en Joris Ghekiere, en in Berlijn met Hanns Schimansky, drie kunstenaars voor wie kunst op een rustige en overdachte manier tot stand moet komen. Ook Wannes Lecomte laat zijn werken geleidelijk en beredeneerd, maar op een intensieve wijze tot stand komen. Hij is een onderzoekend kunstenaar die zich openstelt voor wat er komt.

### Abstracte kunst
Zijn werken zijn zuiver abstract. Hij heeft niet de intentie om een gevoel of realiteit uit te beelden. Na de voltooiing stelt hij zelf vast welke elementen uit de werkelijkheid onbewust in het eindresultaat zijn geslopen en wat de betekenis van het werk is. De titel, soms een woordspeling, is het resultaat van deze vaststelling en moet de toeschouwer toelaten zich op het werk zelf te concentreren om zijn schilderstaal er in te ontdekken zonder te moeten zoeken wat het werk voorstelt.

### Onderzoekend kunstenaar
Lecompte benadert de kunst op een filosofische wijze. Zijn schilderkunst sluit aan bij de fundamentele kunst. Het maakproces is cruciaal, hij streeft niet naar esthetiek, het eindproduct is een verrassing. Hij "beschildert" het doek, maar maakt het schilderij niet. Het schilderij moet uit zichzelf tevoorschijn komen door zijn beredeneerde bewerkingen van het canvas. Hierdoor stelt hij met zijn schilderijen de schilderkunst zelf in vraag.
Het maken van een schilderij is voor Lecompte een complex fysiek proces, dat neigt naar een performance. Hij maakt geen voorontwerp. Bij de aanvang kijkt hij lang naar het lege canvas. De relatie met de omgeving is cruciaal. Het gecontroleerd toeval bepaalt de aanzet van het schilderij. Dit kan de structuur of een onvolmaaktheid van het canvas zijn, maar even goed zelf gekozen acties als de keuze van de standplaats, het gooien met pas geverfde steentjes of het vastmaken van zijn penselen aan de muur. De verschillende tussenlagen die hij daarna aanbrengt laten hem toe verdere artistieke associaties te kiezen. Delen van het doek blijven onbeschilderd. Hij tekent lijnen die hij daarna wegschildert. Wegschilderen en overschilderen zijn voor hem belangrijke artistieke daden. Hij is een onderzoekend kunstenaar, over elke handeling denkt hij lange tijd na. Voor hem is kunst niet vrijblijvend, maar moet een kunstenaar artistiek rekenschap geven van elk kunstwerk dat hij maakt.

### Muzikant
Wannes Lecompte is ook muzikant met een voorkeur voor jazz. In zijn kunst is de dualiteit beeldend kunstenaar-muzikant dikwijls aanwezig. Zijn beeldende kunst is muzikaal opgebouwd. Zoals in een melodie volgen de verfstrepen bewust een ritmische beweging, de ene kleur volgt de andere op in verschillende lagen die voor een compositie zorgen van vormen en kleuraccenten.
Naar analogie maakt hij video's en verzorgt hij performances die beeld en muziek combineren. De videoperformance Different Pieces bestaat uit een reeks van 9 voorstellingen, naar analogie met de 9 symfonieën van Beethoven, waar hij telkens met andere muzikanten samenwerkt. Ieder van deze voorstellingen werd opgenomen op een andere locatie, onder andere in Gent, Antwerpen, Brussel, Strombeek-Bever, Nijmegen en Berlijn.

### Fresco's
In 2019 kreeg hij van de gemeente Sint-Agatha-Berchem de opdracht om een fresco te maken op de gevel op de hoek van de Kerkstraat en de Joseph Mertensstraat. Naar het voorbeeld van Michelangelo schilderde hij die in de natte bezetting op de muur. Voordien had hij al een fresco gemaakt in Strombeek-Bever. Nadien volgde er een fresco in de Werkplaats Walter in Anderlecht.

### Experimenteel kunstenaar
Als onderzoekend kunstenaar experimenteert Wannes Lecompte met de kunst. Zo maakte hij schilderijen op een jas, collages met bont en bedrukte hij tafeldoeken in het Centrum Frans Masereel waar hij resident was. In 2020 verscheen zijn kunstenaarsboek met de titel "Aura", dat hij nadien omzette in een video.

## Tentoonstellingen
Zijn werk kreeg vrij vlug nationale en internationale erkenning met verschillende groepstentoonstellingen en solotentoonstellingen tot gevolg.in december 2003 kreeg hij zijn eerste solotentoonstelling in de Kunsthochschüle, Berlin (DE). Sindsdien volgden er op regelmatige basis solotentoonstellingen in Gent, Antwerpen, Brussel, Leuven, Hasselt, Dilbeek, Ternat, Temse, Deinze en Amsterdam. Hij nam deel aan tientallen groepstentoonstellingen in België, Nederland, Tenerife en Duitsland. Zijn werk "Chançard Bonnard" werd aangekocht door de Vlaamse Gemeenschap en is in bruikleen gegeven aan het SMAK in Gent.